# Gouverneur (Belgique)
Pour les autres articles nationaux ou selon les autres juridictions, voir Gouverneur.

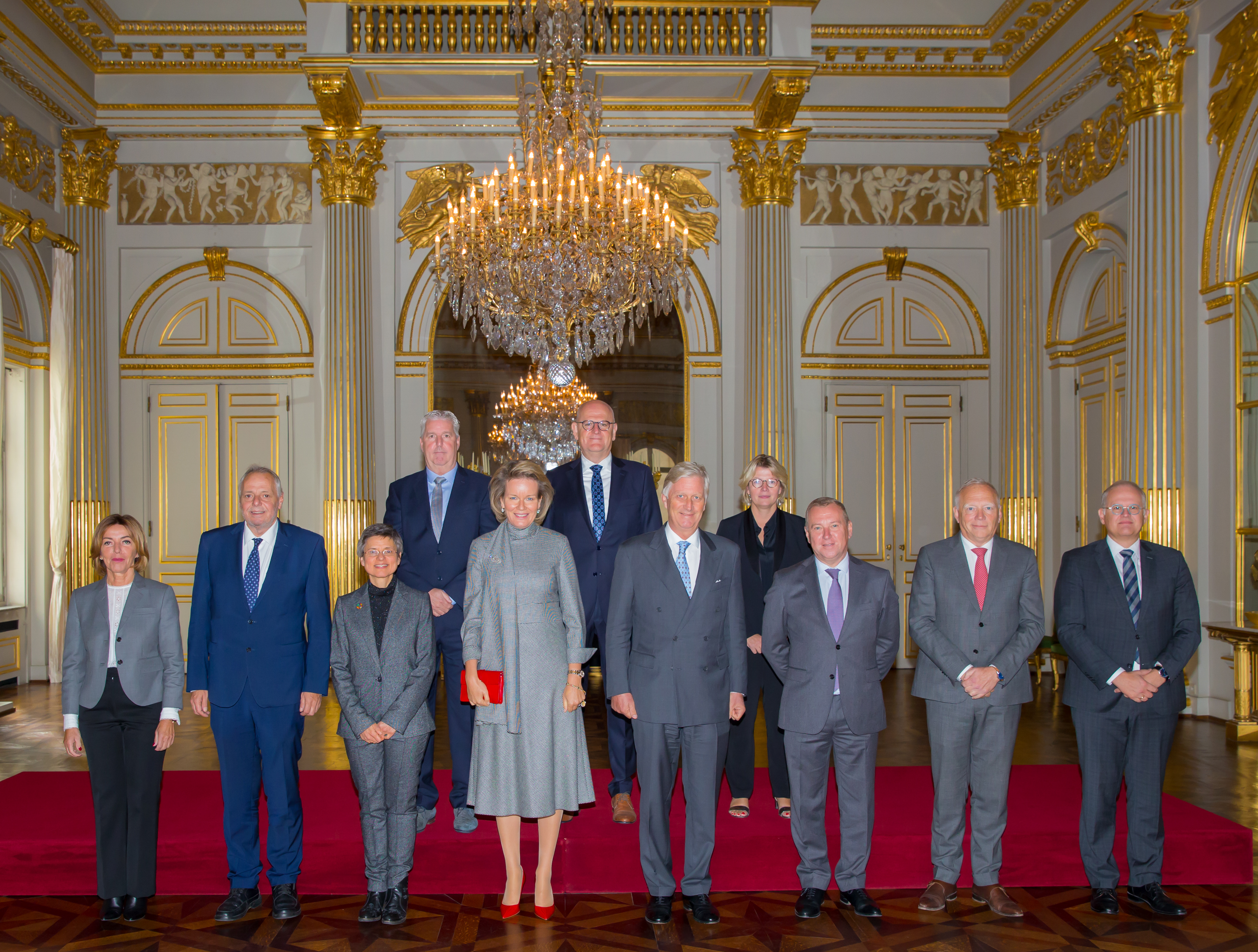
Le roi Philippe et la reine Mathilde aux côtés des gouverneurs de provinces.

En Belgique, un gouverneur est une autorité administrative située dans chaque province ainsi que dans l'arrondissement administratif de Bruxelles-Capitale. Représentant tant l'État fédéral que les entités fédérées, il joue également un rôle dans l'administration de la province.

## Statut
Le gouverneur est un « commissaire du gouvernement », représentant les intérêts de l'État fédéral mais aussi de la région et de la communauté. 
Le gouverneur est nommé par le gouvernement de la région parmi les citoyens belges, majeurs et jouissant de leurs droits civils et politiques. Le gouvernement régional doit toutefois obtenir l'avis conforme du gouvernement fédéral. Le gouvernement peut aussi révoquer le gouverneur, non seulement pour des motifs disciplinaires, mais aussi en cas de crise de confiance entre le gouverneur et le gouvernement. 
Un régime strict d'incompatibilité défend au gouverneur d'occuper d'autres mandats ou fonctions, comme de garder des intérêts dans des parties prenantes pouvant avoir des relations d'intérêt avec l'État fédéral, une entité fédérée ou la province. 

## Attributions
Le gouverneur a dans la province une mission générale d'exécution des lois fédérales, des décrets (ou des ordonnances) et des arrêtés d'exécution fédéraux, régionaux et communautaires. Il doit veiller à la coordination des activités des organismes publics dépendant de l'État fédéral et des entités fédérées, sauf dans les domaines de la justice et de la défense. 
Le gouverneur intervient plus spécialement dans les domaines du maintien de l'ordre et de la sécurité civile. À ce titre, il est une autorité importante dans le contrôle des armes à feu. Il intervient également dans l'administration des services d'incendie et des zones interpolices. Il dispose de pouvoirs en cas de troubles importants, d'accidents graves ou de catastrophe. 
Le gouverneur participe à l'exercice de la tutelle administrative sur la province, les communes et divers organismes locaux. 
Il assiste aux séances du conseil provincial devant lequel il peut prendre la parole. Dans la Région flamande, il préside la députation.

## Institutions associées

### Vice-gouverneur de Bruxelles-Capitale
Il n'existe plus de gouverneur pour la région Bruxelles capitale. C'est un haut fonctionnaire, actuellement et pour 5 ans une fois renouvelable la fonction est occupée par  Sophie Lavaux. Dans l'arrondissement administratif de Bruxelles-Capitale, il existe en plus du gouverneur un vice-gouverneur dont le statut est semblable. Ses attributions ordinaires sont de veiller à l'application de la législation sur l'usage des langues dans l'administration et il peut à ce titre suspendre des décisions des autorités locales. En outre, il remplace le gouverneur en son absence.

### Gouverneur adjoint du Brabant flamand
Dans la province du Brabant flamand, un gouverneur adjoint, nommé dans les mêmes conditions que le gouverneur, est spécialement chargé de veiller à l'application de la législation sur l'usage des langues dans l'administration ainsi que dans l'enseignement ; il peut à ce titre suspendre des décisions des autorités locales. En revanche, il ne remplace pas le gouverneur en cas d'absence. 

### Collège des gouverneurs
Le collège des gouverneurs réunit les gouverneurs des dix provinces, mais pas celui de Bruxelles-Capitale. Il exerce collégialement certaines attributions en matière de tutelle et de contentieux électoral pour les communes de Comines-Warneton et de Fourons.

## Faits historiques

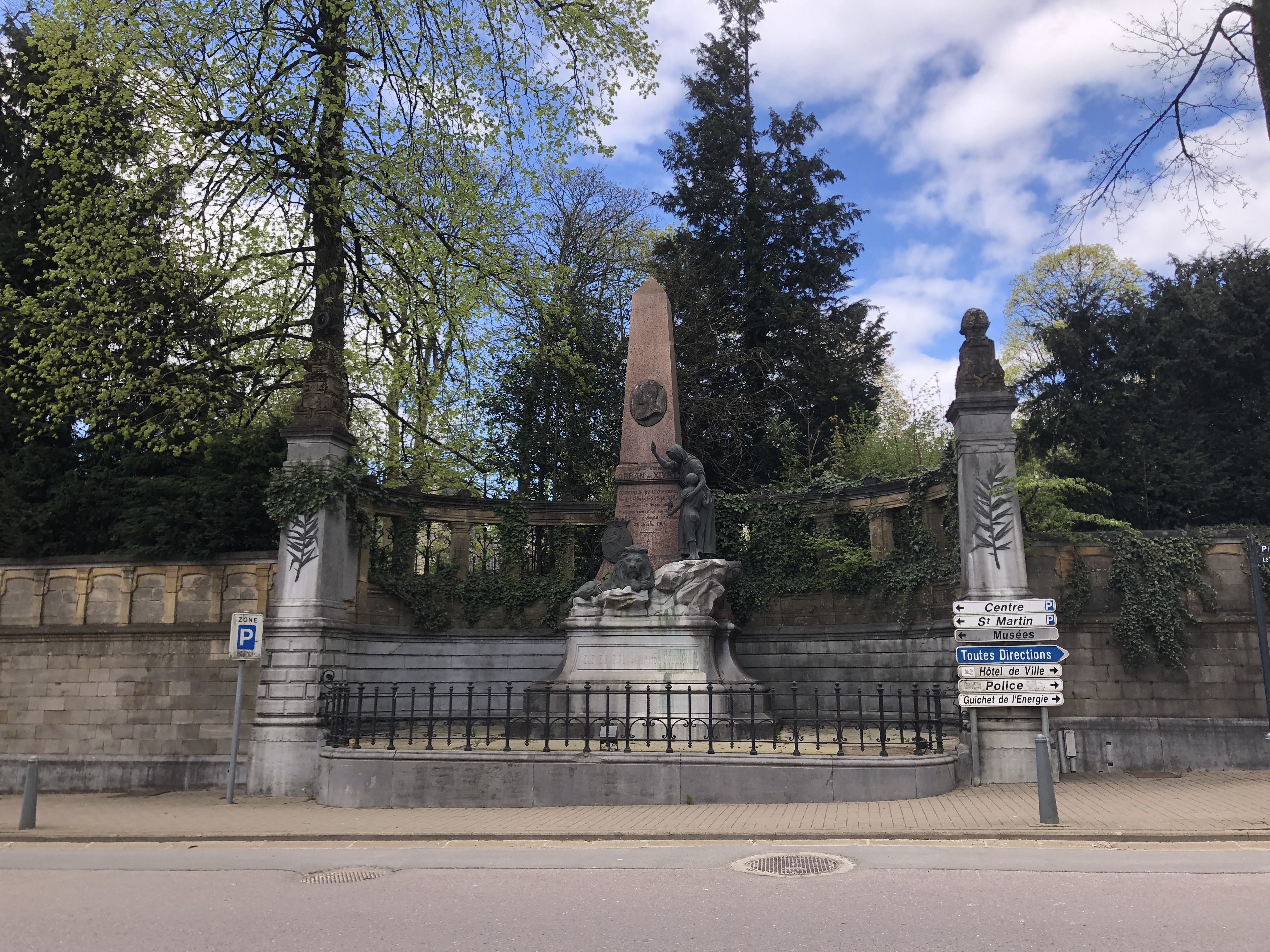
Le monument en hommage à Édouard Orban de Xivry, gouverneur de la province de Luxembourg, assassiné dans l’exercice de ses fonctions au palais provincial d'Arlon le 26 janvier 1901.

- Le 26 janvier 1901, le gouverneur de la province de Luxembourg Édouard Orban de Xivry est assassiné dans son bureau du palais provincial d'Arlon, d'une balle dans la poitrine tirée par Jean Schneider, un employé du palais qui retourne ensuite l'arme contre lui et se suicide[7].